# Adrien Vilain XIIII
Adrien Stanislas Paul Ghislain Vilain XIIII (Brussel, 23 april 1861 - Maisières, 10 oktober 1940) was een Belgisch senator en burgemeester.

## Biografie
Burggraaf Adrien Vilain XIIII was een telg uit de burggraaffamilie Vilain XIII. Hij was een zoon van Charles Hippolyte Vilain XIIII (1796-1873) en zijn tweede echtgenote barones Léontine de Wal (1822-1901). Zijn vader was lid van het Nationaal Congres, burgemeester van Wetteren, statenlid van Oost-Vlaanderen en volksvertegenwoordiger.
Hij trouwde in 1890 met Isabelle de Patoul Fieuru (1869-1958), zoon van Paul de Patoul Fieuru en Ernestien Coppée. Ze hadden een zoon, Maximilien Vilain XIIII (1891-1980), die ongehuwd overleed, waarop de familietak uitstierf. Hun dochter, Marie-Thérèse Vilain XIIII (1894-1950), trouwde met baron Henri de Giey (1891-1966), burgemeester van De Pinte.
Vilain XIIII werd verkozen tot gemeenteraadslid van Maisières in 1892 en werd er burgemeester in 1896, een ambt dat hij uitoefende tot in 1932.
Hij werd katholiek senator voor het arrondissement Bergen-Zinnik;
- van mei 1911 tot mei 1912,
- van november 1918 tot oktober 1919,
- van november 1921 tot mei 1929.